# Trees Lounge
Trees Lounge (Brasil: Ponto de Encontro / Portugal: O Bar da Esquina) é um filme de 1996, o primeiro escrito e dirigido por Steve Buscemi. Foi produzido por Brad Wyman e Chris Hanley e conta com um elenco renomado de atores, como Buscemi, Anthony LaPaglia, Chloë Sevigny e Samuel L. Jackson. O humor negro do filme, com base no exame do comportamento dos personagens auto-destrutivos, tem como influência David Chase, criador de The Sopranos que mais tarde contratou Buscemi para dirigir um episódio da série ("Pine Barrens") e participar como o primo de Tony Blundetto durante a 5ª temporada.
Foi rodado em Glendale, Queens, Brooklyn e Valley Stream, em Nova Iorque.

## Sinopse
Tommy (Steve Buscemi) é um jovem mecânico alcoólatra que está desempregado, sua namorada o deixou e passa a maior parte de seu tempo no bar Trees Lounge, em uma cidade pequena. Ele vagueia por sua vida, ainda apaixonado por sua ex, desesperado por algum tipo de significado além do bar, algum tipo de significado para sua vida.

## Elenco
- Steve Buscemi – Tommy
- Mark Boone Junior – Mike
- Chloë Sevigny – Debbie
- Elizabeth Bracco – Theresa
- Daniel Baldwin – Jerry
- Carol Kane – Connie
- Eszter Balint – Marie
- Anthony LaPaglia – Rob
- Seymour Cassel – Uncle Al
- Samuel L. Jackson – Wendell
- Michael Imperioli – George
- John Ventimiglia – Johnny
- Michael Buscemi – Raymond
- Debi Mazar – Crystal
- Mimi Rogers – Patty
- Kevin Corrigan – Matthew

## Prêmios
Trees Lounge rendeu a Buscemi indicações para Melhor Roteiro de Estréia, bem como Melhor Revelação (junto com os produtores Brad Wyman e Chris Wyman) no Independent Spirit Awards de 1997, apesar de não vencer nenhum.

## Recepção
Trees Lounge' recebeu geralmente críticas positivas; obteve um índice de aprovação de 80% no Rotten Tomatoes com base em 25 avaliações (20 positivas, 5 negativas). Roger Ebert deu ao filme 3½ estrelas de um total de 4, declarando "Steve Buscemi, que interpreta Tommy e também escreveu e dirigiu o filme, sabe sobre o alcoolismo de dentro para fora e para trás, e seu filme é o retrato mais preciso do bebedor inveterado de bar que eu já vi."